# Радченко, Любовь Николаевна
Любовь Николаевна Радченко (урождённая Баранская, псевдоним — Петрова В., 1871 — 1962 или 1960) — российская общественно-политическая деятельница, участница революционного движения в Российской империи в начале XX века, меньшевик, публицистка.

## Биография
Уроженка Могилёва, из семьи учителя:480. С юности участвовала в народнических кружках Томска и Санкт-Петербурга. Вместе с первым мужем С. И. Радченко стояла у истоков образования «Союза борьбы за освобождение рабочего класса», состояла членом «Союза».
Подвергалась аресту царскими властями. Была агентом «Искры». С 1900 года была поднадзорной в Пскове, где на её квартире неоднократно проходили конспиративные встречи с участием Ленина и Мартова.
Сотрудничала с газетой «Голос социал-демократа» (1910. № 19-20). Дружила с Н. Крупской.
Позже примкнула к меньшевикам. Избиралась членом ЦК РСДРП от меньшевиков. Была секретарем фракции меньшевиков в Государственной думе 3-го созыва. Заведовала конторой газеты меньшевиков «Луч».
После Октябрьской революции и прихода к власти большевиков с 1918 отошла от политической деятельности, работала статистиком. Но 16 июля 1922 года В. И. Ленин писал: "Любовь Никол. Радченко и её молодая дочь (понаслышке, злейшие враги большевизма)":87.
Вышла замуж за В. Н. Розанова (дочь от второго брака — Н. Баранская).
В декабре 1926 арестована и приговорена Коллегией ОГПУ в январе 1927 к 3 годам лишения права проживания в Москве, Ленинграде, Иваново-Вознесенске, Н. Новгороде, Туле, Твери, Одессе, Ростове-на-Дону, Харькове, Киеве, Баку. Тогда же сослана в Воронеж на три года.
13 декабря 1930 года в изменение прежнего решения повторно лишена права проживания Московской и Ленинградской областях и УССР на 3 года:480, в ссылке в Казахстане.
Реабилитирована в 1989 году.
Занимает большое место в воспоминаниях её дочери книге «Странствие бездомных» Наталья Баранская, 2011.
Персонаж романа Марии Прилежаевой «Под северным небом».